# Savdal
Sadval és el nom d'una organització política del Daguestan, que té com a finalitat la reunificació de la nació dels lesgins (lezgin).
Va sorgir el 1990 entre els lesguians de Daguestan (més de dos-cents mil, el sisè grup ètnic de la República) i de l'Azerbaidjan (uns dos-cents cinquanta mil, el segon grup ètnic de l'Azerbaidjan després dels àzeris). El seu programa polític proposava la unificació dels territoris lesguians d'ambdues repúbliques en un nou estat independent. Els lesguians de Daguestan es queixaven de ser tractats com a ciutadans de segona classe (l'atur entre els lèsguis és el doble que entre els altres grups ètnics de Daguestan)
El 1998 el grup es va escindir en dues branques: una radical, que va mantenir els objectius; i una moderada, que demanava un territori autònom al sud de Daguestan, amb status de república subjecte de la Federació russa. La lluita entre les dues faccions va debilitar el moviment que va perdre part del gran suport popular que havia gaudit. El març de 1999 es va constituir la Federació Nacional Lesguiana per l'autonomia cultural, dirigida per un lesguià de l'Azerbaidjan, i molts membres del Savdal van passar a aquest grup que era contrari a la independència nacional.
Nasyr Primov, un dels principals dirigents del Savdal (branca radical), va ratificar el 2004 l'opció per la independència, mentre l'ala moderada es va decantar per demanar la separació dels territoris lesguians del sud de Daguestan per unir-los al dels nord de l'Azerbaidjan i formar una regió autònoma dins la República de l'Azerbaidjan.